# Jakovlev Jak-18
Jakovlev Jak-18 (V kódu NATO "Max") byl sovětský cvičný letoun, který byl ve svých pozdějších obměnách užíván i k jiným účelům. Práce na projektu začaly již roku 1945, první prototyp vzlétl roku 1946 a sériová výroba započala v roce 1947. Roku 1953 koupila licenci Čína jako Nanchang CJ-5, od roku 1956 se letoun vyráběl i v Maďarsku. Celkem bylo vyrobeno kolem 7000 kusů v různých verzích a obměnách.

## Popis konstrukce
Jak-18 byl jednomotorový dvoumístný samonosný dolnoplošník. Křídlo se skládalo z obdélníkového centroplánu a dvou lichoběžníkových vnějších částí se zaoblenými konci. Konstrukce křídla byla smíšená. Kostra byla dvounosníková, duralová, centroplán byl celý potažen hliníkovým plechem, vnější části křídla pak na náběžné hraně až k přednímu nosníku. Zbytek krylo plátno. V levé polovině křídla byl v náběžné hraně přistávací reflektor. Kostra trupu byla příhradová, svařená z ocelových trubek doplněná duralovými podélníky. Přední část trupu kolem kokpitu byla zakryta duralovým plechem, z velké části odnímatelným pro dobrý přístup k instalaci a přístrojům. Zadní část trupu byla potažena plátnem. Ocasní plochy byly jednoduché s podobnou konstrukcí jako vnější části křídla. Pohonnou jednotku tvořil hvězdicový pětiválec A. D. Švecova M-11, který roztáčel dvoulistou kovovou vrtuli VIŠ-327 E stavitelnou na zemi, nebo automaticky stavitelnou V-501. Olejová nádrž byla za motorem, palivové byly v centroplánu. Hlavní podvozkové nohy s oleopneumatickým odpružením byly ukotveny na předním nosníku centroplánu. Zatahovaly se pneumaticky dozadu do křídla, přičemž kola s nízkotlakými pneumatikami vyčnívaly polovinou ven. Ostruha s kolem byla nezatažitelná, otočná o 360°.

## Verze letounu

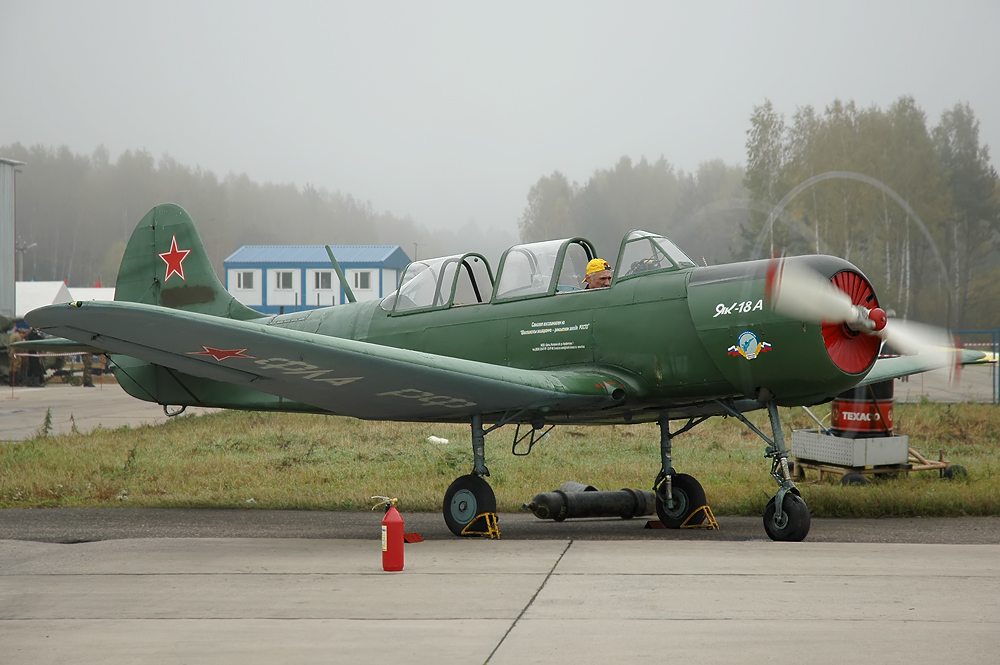
Jak-18A, modernizovaná verze s příďovým podvozkem

- Jak-18 - cvičné letadlo, první verze
- Jak-18U - cvičné letadlo, druhá verze
- Jak-18A - cvičné a kurýrní letadlo, nový výkonnější motor Ivčenko AI-14
- Jak-18P - jednomístná akrobatická verze pro letecké kluby
- Jak-18PM - jednomístná akrobatická verze
- Jak-18PS - jednomístná akrobatická verze
- Nanchang CJ-5 - čínská verze
- Nanchang CJ-6 - upravená čínská verze Jaku-18A

## Ostatní uživatelé
- Polské letectvo, Letectvo Čínské lidové republiky, Maďarské letectvo, Albánské vzdušné síly, Afghánské vzdušné síly, Rakouské letectvo, Bulharské letectvo, Luftstreitkräfte der NVA, Rumunské letectvo, Letectvo Korejské lidové armády

## Specifikace (Jak-18A)

### Technické údaje
- Posádka: 2
- Rozpětí: 10,6 m
- Délka: 8,53 m
- Výška: 3,35 m
- Nosná plocha: 17,00 m²
- Prázdná hmotnost: 755 kg
- Maximální vzletová hmotnost: 1316 kg
- Plošné zatížení: 60,5 kg/m²
- Pohonná jednotka: 1 × devítiválcový vzduchem chlazený hvězdicový motor Ivčenko AI-14
- Výkon motoru: 300 hp

### Výkony
- Maximální rychlost: 260 km/h
- Cestovní rychlost: 215 km/h
- Přistávací rychlost: 80 km/h
- Výstup na 1000 m: 5 min
- Dostup: 5060 m
- Dolet: 750 km

## Jak-18T
Jak-18T je úplně jiné letadlo než Jak-18, jde o čtyřmístné letadlo vyvinuté dvacet let po stroji Jak-18. Je to čtyřmístná verze určená pro rekreační létání.